# Martin Regáli
Martin Regáli (Prešov, 12 ottobre 1993) è un calciatore slovacco, attaccante del Karviná.

## Club

### Nazionale
Il 25 marzo 2022 esordisce in nazionale maggiore nella sconfitta per 2-0 in amichevole contro la Norvegia.